# 노모스 글라스휘테

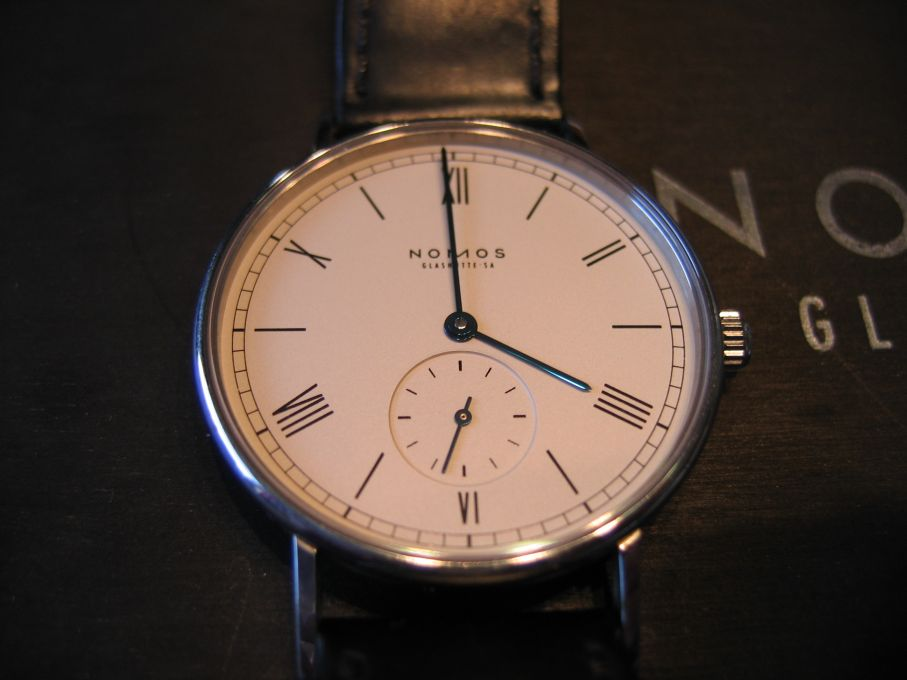
Nomos Wristwatch, Model Ludwig (2005)

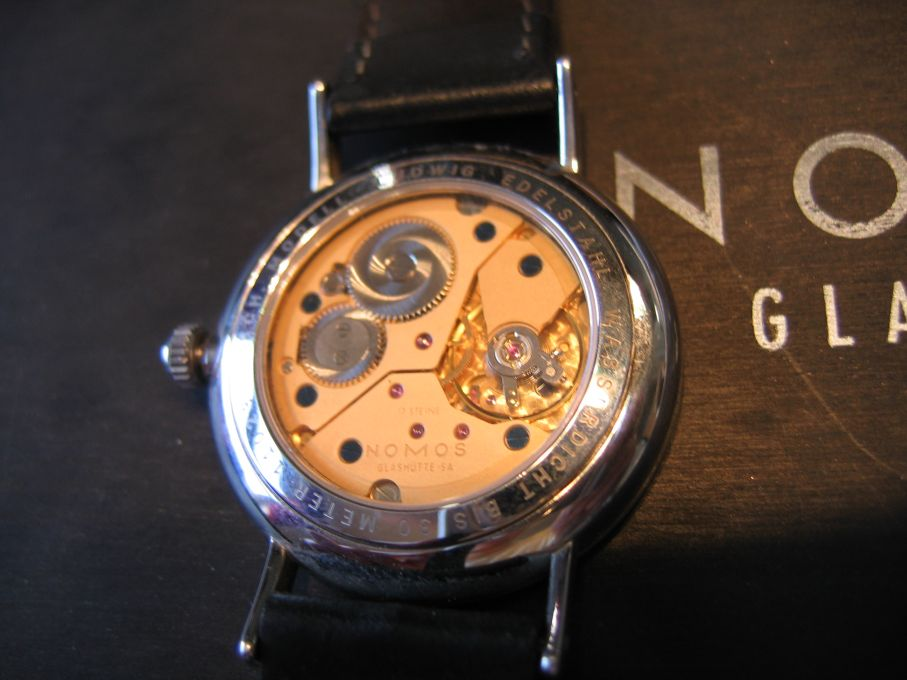
Nomos Wristwatch, Model Ludwig, Glass-back (2005)

노모스 글라슈테(NOMOS Glashütte)는 독일 글라슈테 지방 시계 브랜드이다. 기계식 시계를 전문으로 하고 수동 및 자동 시계를 생산한다. 2005년부터 노모스는 인-하우스 무브먼트를 디자인 생산한다.
노모스는 1990년에 창립되었다.